# Furth bei Göttweig
Furth bei Göttweig è un comune austriaco di 2 992 abitanti nel distretto di Krems-Land, in Bassa Austria; ha lo status di comune mercato (Marktgemeinde). Tra il 1938 e il 1948 è stato accorpato alla città di Krems an der Donau.

## Geografia fisica
Il territorio comunale è ripartito in sei comuni catastali (Katastralgemeinden): Aigen, Furth bei Göttweig, Göttweig, Oberfurcha, Palt e Steinaweg.

## Monumenti e luoghi d'interesse
La vicina abbazia di Göttweig è entrata nel 2000 a far parte del patrimonio dell'umanità dell'UNESCO insieme alla valle di Wachau, al centro storico di Krems an der Donau e all'abbazia di Melk.